# 求生档案 -天空的彼端-
《求生档案 -天空的彼端-》是tri-Ace开发，Spike Chunsoft于2015年发行的电子角色扮演游戏，对应PlayStation 4和PlayStation Vita平台。游戏双版本在日本售出超过45,000套。